# Portal d'en Bonet (Rocafort de Queralt)
El Portal d'en Bonet és una obra de Rocafort de Queralt (Conca de Barberà) inclosa a l'Inventari del Patrimoni Arquitectònic de Catalunya.

## Descripció
Restes de l'antic cos emmurallat de la vila per la banda del castell, en el punt més alt del nucli. El seu perímetre, a més de circumcidar el poble, emmarca el castell de Rocafort fet pels seus actuals propietaris, la família Bonet. La muralla, amb emmerletat i cantoneres de guaita molt reformats, segueix fins al portal de Conesa, del Groc, o de Cal Joan Fuster, una de les portes d'accés a la vila juntament amb el portal d'en Bonet o de Sarral. El primer es troba al carrer de la Font i és d'arc rebaixat; el segon es troba al carrer Llibertat, unint dos edificis pertanyents a la família Bonet. D'arc de mig punt adovellat, és molt similar en proporcions i factura als portals d'altres pobles de la zona. Al capdamunt queden les restes dels suports d'un matacà. Pel cantó del carrer de la Llibertat resten les dovelles d'un arc de contenció o d'una antiga obertura.